# Maggie (Fernsehserie)
Maggie (englisch The Buzz on Maggie) ist eine US-amerikanische Zeichentrickserie der Walt Disney Company aus dem Jahr 2005. Die 21-teilige Serie wurde von Dave Polsky erdacht. Produziert wurden die einzelnen Episoden in 42 Einzelgeschichten, die für die Ausstrahlung zu 21 Doppelfolgen zusammengefasst wurden.
Im Mittelpunkt der Handlung steht das Leben von Insekten.

## Inhalt
Die Fliege Maggie Pesky lebt mit ihrer Familie in einem alten Milchkarton in einer Vorstadt-Fliegenmetropole namens Stickyfeet, die sich in einer Müllkippe befindet. Sie geht in die Schule und hat den Traum, eines Tages ein Rockstar zu werden, dafür übt sie schon oft. Dabei gerät sie jedoch immer wieder in Schwierigkeiten oder macht es ihren Freunden schwer. Ihr Bruder Aldrin ist der beliebteste an der Schule und oft ihr Widersacher. Er arbeitet in einem Fast Food Restaurant namens „Buzz Burger“.
Unterstützt wird Maggies bei ihren Vorhaben von ihrer besten Freundin Reyna Cartflight. Maggies kleiner Bruder Pupert Pesky eifert seinem großen Bruder nach, doch fehlen ihm dessen Talente und Selbstbewusstsein. Jedoch hilft ihm seine Schwester oft.

## Charaktere
- Margaret „Maggie“ Pesky ist ein zwölfjähriges egoistisches Fliegenmädchen, welches in ihrer Schule die 6. Klasse besucht und einst eine Mitarbeiterin des Restaurants „Le Termite“ war. Des Weiteren hat sie eine Vorliebe für moderne Klamotten und schrille Musik.

- Rayna Cartflight ist Maggies beste Freundin und meist sehr frech.

- Aldrin Pesky ist Maggies älterer Bruder. Er ist 16 Jahre alt und besucht in Maggies Schule die 10. Klasse, er ist dort sogar der Kapitän der Football-Mannschaft.

- Pupert Pesky ist Maggies jüngerer Bruder. Er ist sieben Jahre alt und mag Fotografie. Im Gegensatz zu seinen Geschwistern ist Pupert nicht egoistisch.

## Hintergrund
Die Serie wurde in den USA vom 17. Juni 2005 bis zum 27. Mai 2006 auf dem Disney Channel erstmals ausgestrahlt und später wiederholt.
Die Fernsehserie wurde vom Disney Channel auch auf Französisch, Italienisch, Spanisch und Finnisch gesendet.
Die deutsche Erstausstrahlung folgte ab dem 16. November 2005 auf dem deutschen Disney Channel. Später wurde die Serie auch auf Toon Disney gesendet.

## Synchronisation
| Rolle            | Englischer Synchronsprecher |
| ---------------- | --------------------------- |
| Maggie Pesky     | Jessica DiCicco             |
| Aldrin Pesky     | David Kaufman               |
| Pupert Pesky     | Thom Adcox                  |
| Mrs. Pesky       | Susan Tolsky                |
| Mr. Pesky        | Brian Doyle-Murray          |
| Rayna Cartflight | Cree Summer                 |

## Episodenliste
| Nr. | Deutscher Titel                                            | Originaltitel                        | Erstausstrahlung USA | Deutschsprachige Erstausstrahlung (D) |
| --- | ---------------------------------------------------------- | ------------------------------------ | -------------------- | ------------------------------------- |
| 1   | Der Fliegenator / Snob-Alarm!                              | The Flyinator / Ladybugged           | 17. Juni 2005        | 16. Nov. 2005                         |
| 2   | Einmal Loser – immer Loser? / Der Weg zum Einserkandidaten | Funball / Science Whatchamacallit    | 17. Juni 2005        | 17. Nov. 2005                         |
| 3   | Die Ballkönigin / Bazillenhaltung verboten!                | The Candidate / Germy                | 24. Juni 2005        | 21. Nov. 2005                         |
| 4   | Invasion der Eltern / Liebe geht durch die Nase            | Lunchlady / Love Stinks              | 1. Juli 2005         | 24. Nov. 2005                         |
| 5   | Das Liebeslied / König Flear                               | The Price Of Fame / King Flear       | 8. Juli 2005         | 22. Nov. 2005                         |
| 6   | Die Faulsumpf-Ranch / Immer Ärger mit Bella                | Rottingmuck Ranch / Bella Con Carney | 15. Juli 2005        | Jan. 2006                             |
| 7   | Die Käfersitterin / Die Hochstaplerin                      | Bugsitting / Le Termite              | 22. Juli 2005        | 18. Nov. 2005                         |
| 8   | Hilfssheriff Pupert / Der Mädchen-Treff                    | Pieface / The Hangout                | 5. Aug. 2005         | 30. Nov. 2005                         |
| 9   | Mottenalarm / Die BuchstaBienen                            | Slumber Party / Spelling Bees        | 13. Aug. 2005        | 23. Nov. 2005                         |
| 10  | Die ungleichen Schwestern / Akten lügen nicht              | Sister Act / The Usual Insects       | 17. Sep. 2005        | 5. Dez. 2005                          |
| 11  | Der Tag der Heuschrecken / Die Petzer-Strategie            | Hooligans / Scum Bites               | 24. Sep. 2005        | 25. Nov. 2005                         |
| 12  | Süße Versuchung / Der Angst-Wettstreit zu Halloween        | Scare Wars / The Big Score           | 22. Okt. 2005        | 7. Dez. 2005                          |
| 13  | Der Fluch der guten Tat / Doktor Wahrheit                  | Radio Free Buzzdale / Metamorpho Sis | 12. Nov. 2005        | 9. Dez. 2005                          |
| 14  | Die Bedeutung von Weihnachten / Der Debütflieginnen-Ball   | Those Pesky Roaches / Bugtillion     | 17. Dez. 2005        | 6. Dez. 2005                          |
| 15  | Die Krank-Feier GmbH / Die Reifeprüfung                    | Sick Days, Inc. / Hot For Tutor      | 7. Jan. 2006         | 1. Dez. 2005                          |
| 16  | Die Pfadfliegen / Befreiung wider Willen                   | Scout Of Order / Ant Mines           | 11. Feb. 2006        | 28. Nov. 2005                         |
| 17  | Der Ferienkiller / Die falsche Braut                       | Bugs On The Brink / Faking History   | 4. März 2006         | 2. Dez. 2005                          |
| 18  | Die Lektion / Das Helferinnen-Syndrom                      | Honey Striper / Training Day         | 18. März 2006        | 8. Dez. 2005                          |
| 19  | Waschbär-Alarm / Der Freundschafts-Wettbewerb              | Raccoooon! / Best, Best Friends      | 22. Apr. 2006        | 12. Dez. 2005                         |
| 20  | Die Phantom-X-Plattler / Die Verschiebe-Künstlerin         | Pesky’s Unclogged / Club Hopping     | 6. Mai 2006          | 13. Dez. 2005                         |
| 21  | Synchron-Fliegen / Der Ferienkrieg                         | Synchronized Flying / Roach Hotel    | 27. Mai 2006         | 14. Dez. 2005                         |